# Jake Lee (luchador)
Lee Jae-kyung ((en hangul, 이체경; en hanja, 李 在炅)) (nacido el 19 de enero de 1989), mejor conocido bajo el nombre en ring de Jake Lee (ジェイク・リー Jeiku Rī?), es un luchador profesional Zainichi-Conreano, un ex-artista marcial mixto y levantador de pesas actualmente firmado con Pro Wrestling NOAH.

## Campeonatos y logros
- All Japan Pro Wrestling
  - Triple Crown Heavyweight Championship (2 veces)[4]
  - All Asia Tag Team Championship (2 veces) – con Koji Iwamoto[5]
  - World Tag Team Championship (1 vez) – con Naoya Nomura[6]
  - Champion Carnival (2021)[7]
  - Nemuro Shokudō Cup 6-Man Tag Tournament (2017) – con Kento Miyahara & Yuma Aoyagi[8]
  - Royal Road Tournament (2019)[9]
  - New Year Openweight Battle Royal (2019)[10]
  - All Asia Tag Team Championship Tournament (2019) – con Koji Iwamoto[11]

- Pro Wrestling Noah
  - GHC Heavyweight Championship (1 vez)
- Tokyo Sports
  - Outstanding Performance Award (2021)[12]
- Pro Wrestling Illustrated
  - Situado en el No. 34 de los 500 luchadores individuales del PWI 500 en 2022[13]